# Jill Vickers
Jill Vickers (* 1942) ist eine kanadische Politikwissenschafterin und emeritierte Professorin der Carleton University. Ihr Forschungsschwerpunkt ist die Frauenpolitik. Sie amtierte 2014/15 als Präsidentin der Canadian Political Science Association (CPSA).

## Leben
Nach akademischer Ausbildung an der Carleton University, der University at Buffalo und der London School of Economics trat Vickers 1971 in den Lehrkörper der Carleton University ein, wo sie bis zur Professorin aufstieg. 2003 wurde sie Fellow der Royal Society of Canada und die Carleton University verlieh ihr im selben Jahr eine Chancellor's Professorship. 2007 wurde sie dort zur Distinguished Professor of Political Science und Emeritus Professor ernannt.

## Schriften (Auswahl)
- The politics of race. Canada, the United States, and Australia. 2. Auflage, University of Toronto Press, Toronto 2012, ISBN 978-1-4426-4242-3.
- Mit Vanaja Dhruvarajan: Gender, race, and nation. A global perspective. University of Toronto Press, Toronto/Buffalo 2002, ISBN 0-8020-3636-8.
- An examination of the scientific mode of enquiry in politics. With special reference to systems theory in the works of Easton, Almond, Kaplan, and Deutsch. Garland, New York 1991, ISBN 0-8153-0140-5.
- But can you type? Canadian universities and the status of women. Clarke, Irwin, Toronto 1977, ISBN 0-7720-1056-0.